# Erāttupetta
Erāttupetta är en ort i Indien.   Den ligger i distriktet Kottayam och delstaten Kerala, i den södra delen av landet, 2 100 km söder om huvudstaden New Delhi. Erāttupetta ligger 81 meter över havet och antalet invånare är 33 408.
Terrängen runt Erāttupetta är varierad. Runt Erāttupetta är det tätbefolkat, med 530 invånare per kvadratkilometer. Erāttupetta är det största samhället i trakten. I omgivningarna runt Erāttupetta växer i huvudsak städsegrön lövskog.